# Zgornje Konjišče
Zgornje Konjišče je naselje v Občini Apače.